# Biomeccanica (teatro)
La biomeccanica teatrale, o metodo dell'attore biomeccanico, è un metodo formativo volto ad apprendere e approfondire l'arte dell'attore ideato dal regista e pedagogo russo Vsevolod Mejerchol'd a partire dal 1922.

## Definizione
La biomeccanica è un sistema di educazione teatrale: il protagonista è il corpo dell'attore, visto nella sua interezza, come mezzo di creazione artistica e strumento di comunicazione.
La biomeccanica teatrale parte dall'allenamento che un attore deve compiere quotidianamente per apprendere e mantenere la tecnica ed arriva alla sistematica risoluzione di ogni necessità scenica. 
Come per ogni altra arte, infatti, anche quella teatrale ha bisogno di regole "scientifiche" e ben tangibili da cui l'attore dovrà partire per rendersi creativo.
La biomeccanica teatrale racchiude in sé il meglio di molte tradizioni performative, dal teatro Kabuki al teatro tradizionale cinese, dalla commedia dell'arte al balletto classico, dal circo al teatro barocco spagnolo; tuttavia, privandoli di ogni loro particolare formalismo estetico, Mejerchol'd ne studiò i fondamenti tecnici, quella base neutra da cui ogni attore parte e a cui ritornare in caso di smarrimento, trovando tra loro punti comuni e che successivamente sintetizzò nel programma pedagogico del sistema della biomeccanica teatrale.

## I principi
La biomeccanica teatrale è composta da 44 principi pedagogici che indirizzano costantemente l'allievo e che sono la base da cui ogni attore deve partire per sviluppare la propria arte.
Fondamento del sistema sono i 7 principi per la costruzione dell'azione che orientano l'artista in un costante processo organico.
La natura pragmatica del sistema sta nel fatto che ogni singolo principio si concentra su momenti specifici del «bios» attoriale e l'unione sincronica di tutti i principi porta alla gestione consapevole della recitazione, vista non più come frutto di ispirazioni momentanee ma come compimento di un lungo e strutturato processo artistico.
Il sistema della biomeccanica teatrale tramandato da maestro a discepolo come le tradizioni performative orientali, dà alla Forma, intesa come mezzo di comunicazione tra le idee dell'artista e il suo pubblico, una valenza pedagogica e artistica fondamentale.
Per questo motivo, l'allievo, una volta appresi i 7 principi della costruzione dell'azione, dovrà allenare e sviluppare la propria espressività corporea con l'aiuto di strutture gestuali codificate.
A questo scopo, Mejerchol'd negli anni ha strutturato per i suoi allievi fino a 150 partiture fisiche aventi un tema: gli «studi o etudes».
Attualmente, conservati e costantemente sviluppati fino al 1976 dal Maestro Nikolaij Kustov e ai giorni nostri dal maestro Gennadi N. Bogdanov, sono studiati i 5 «studi o etudes classici», così nominati perché da soli racchiudono la totalità delle necessità tecniche che un attore deve conoscere.

## Presupposti storici
La biomeccanica teatrale non è uno stile.
Storicamente lo stile recitativo del teatro di Mejerchol'd, aderendo alle idee dapprima del simbolismo e in seguito del futurismo, del costruttivismo, dello strutturalismo e parallelamente interessandosi degli studi di Frederick Winslow Taylor e Ivan Pavlov sul produttivismo e riflessologia, si allontana dal naturalismo e realismo stanislavskiano.
Nella pratica, il rivoluzionario regista russo, partendo dalle tradizioni artistiche secolari, chiamate dallo stesso  «Teatro della Convenzione» ibridandole tra loro e innestandovi elementi delle nuove avanguardie, crea un complesso stile di recitazione, sicuramente grottesco e in alcune messinscene (ad esempio ne Il magnifico cornuto) meccanico e marionettistico, il cui scopo è quello di mostrare una nuova vita scenica capace di esprimere, con la potenza della metafora espressivo - teatrale, quello che il solo testo non riusciva a trasmettere.
La forza di un metodo, tuttavia, come per le teorie scientifiche, sta nella sua universalità e applicabilità in ogni tipo di stile e spettacolo e il complesso sistema di educazione della biomeccanica teatrale, tecnica che aiutava gli attori di Mejerchol'd a superare il quotidiano, è tuttora ed è stato il punto di riferimento delle ricerche artistiche dei più grandi uomini di teatro, da Grotowski ad Eugenio Barba, dal Living Theatre a Carmelo Bene, da Nekrosius a Vassiliev e Fomenko, andando spesso in parallelo con altri sistemi recitativi, come quello di Étienne Decroux, o anticipando, come nel caso di Tadeusz Kantor, nuove strade per la ricerca teatrale.

## La biomeccanica oggi
Oggi la biomeccanica teatrale di Mejerchol'd è utilizzata come sistema di riferimento educativo in tutto il mondo da un numero sempre maggiore di attori e registi,  non solo in teatro, ma anche da cantanti lirici, ballerini e artisti circensi.
L'attuale maestro in carica è Gennadi Bogdanov, allievo diretto di Nikolaj Kustov, insegnante presso il teatro di Mejerchol'd.
Dal 2004 è attivo a Perugia il Centro Internazionale Studi di Biomeccanica Teatrale, che si prefigge lo scopo di tramandare questo sistema pedagogico.